# Leles
Leles (in ungherese: Lelesz, in yiddish: לעלעס) è un comune della Slovacchia facente parte del distretto di Trebišov, nella regione di Košice.